# Mycalesis decipiens
Mycalesis decipiens är en fjärilsart som beskrevs av Martin 1929. Mycalesis decipiens ingår i släktet Mycalesis och familjen praktfjärilar. Inga underarter finns listade i Catalogue of Life.